# Samantha Lam
Samantha Lam Chi Mei (en chino, 林志 美; pinyin, Lin Zhi Mei) (n. 9 de abril de 1963) es una cantante y compositora hongkonesa. En 1982, la estación de un canal de televisión RTHK, difundió sus primeros temas musicales canciones, como  Feelings of a Passage (感情的段落), más adelante ella lazó su álbum homónimo de 1983, que contaba con una lista de diez canciones de éxito que ya había sido interpretada anteriormente entre los años 1981 a 1982. En 1983, Lam interpretó un éxito radial de la versión cantonesa de la canción en mandarin titulada Into Your Eyes (你 的 眼神), originalmente cantada en 1981 por Tsai Chin. Entre 1984 y 1985, otra de sus canciones titulada, Ngau yu (偶遇), tema musical que fue interpretado para una película de 1984 titulada Certain Romance (少女 日記), fue galardonada como una de las diez mejores canciones de oro entre 1983 a 1984 por Radiotelevisión en Hong Kong. Desde entonces, otros reconocidos cantantes han versionado la canción Ngau yu (a veces con un cambio de letras de la canción), como Sammi Cheng y Zhou Xun.

## Discografía
- Samantha Lam (林志美), 1983
- What Is Fate? (en chino, 甚麼是緣份; pinyin, saam maw see yuen fan), 1984
- ngau yu (偶遇), 1984 (Coincidence or Accidental Meeting)
- Phantom of Love (en chino, 愛情幻像; pinyin, ngoi ching waan tzeung), 1985
- Piano in a Rainy Night and Blue Remixes (en chino, 雨夜鋼琴、粉藍色的精選; pinyin, yu yeh gong kam, fan laam sik dik jing hsuen), 1986
- You Say Goodbye (en chino, 因你別離; pinyin, yan nei beet lei), 1987
- sat toot (灑脫), 1988
- wing yuen dong ting (永遠動聽), 1988 (Timeless Pleasures or Forever Soothing)
- When Samantha Meets Babida (en chino, 當林志美遇上鮑比達; pinyin, dong Lam Ji Mei yu seung Bau Bei Daat), 2003
- yuen mei tzu yi (原美主義), 2006
- Moment to Moment, 2009